# Tisentnops leopoldi
Tisentnops leopoldi là một loài nhện trong họ Caponiidae.
Loài này thuộc chi Tisentnops. Tisentnops leopoldi được Zapfe miêu tả năm 1962.